# دور اروگوئه

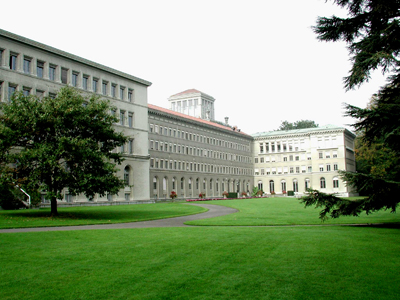
نمایی از ساختمان مرکزی سازمان تجارت جهانی. این مرکز، توسط مذاکرات دور اروگوئه سازماندهی شد. (عکس؛ ۲۰۰۶)

دور اروگوئه (به انگلیسی: Uruguay Round) هشتمین و آخرین دور از مذاکرات تجاری چند جانبه بود که در چارچوب موافقت‌نامه عمومی تعرفه و تجارت انجام شد. این مذاکرات از سال ۱۹۸۶ تا ۱۹۹۳ برگزار گردید و دربرگیرنده ۱۲۳ کشور به عنوان «طرف‌های قرارداد» بود. این دور از مذاکرات منجر به ایجاد سازمان تجارت جهانی شد. به عبارت دیگر این سازمان جانشین موافقتنامه عمومی تعرفه و تجارت شد که پس از جنگ جهانی دوم منعقد گردیده بود. همچنین در این دوره بود که استانداردهای حداقلی برای حمایت از حقوق مالکیت معنوی توسط کشورهای عضو تدوین شد.